# Chelonoidis niger niger
Chelonoidis niger niger (Synoniem: Chelonoidis niger sensu stricto) is een uitgestorven schildpad uit de familie der landschildpadden (Testudinidae). Het is nominaatondersoort van de galapagosreuzenschildpad, maar wordt in sommige classificaties ook als zelfstandige soort opgevat.
De ondersoort was alleen bekend van het eiland Floreana en is wellicht in de jaren 1840 en 1850 uitgeroeid door menselijke factoren, waaronder habitatverlies, jacht en de introductie van exoten als geiten, ratten, honden en varkens.